# Ochotona erythrotis
A Pika-vermelha-da-China (Ochotona erythrotis) é um lagomorfo endêmico da China.